# Phyllomacromia girardi
Phyllomacromia girardi is een libellensoort uit de familie van de prachtlibellen (Macromiidae), onderorde echte libellen (Anisoptera).
De soort staat op de Rode Lijst van de IUCN als onzeker, beoordelingsjaar 2006.
De wetenschappelijke naam van de soort is voor het eerst geldig gepubliceerd in 1991 door Legrand.